# North Cadbury
North Cadbury is een civil parish in het bestuurlijke gebied South Somerset, in het Engelse graafschap Somerset met 950 inwoners.

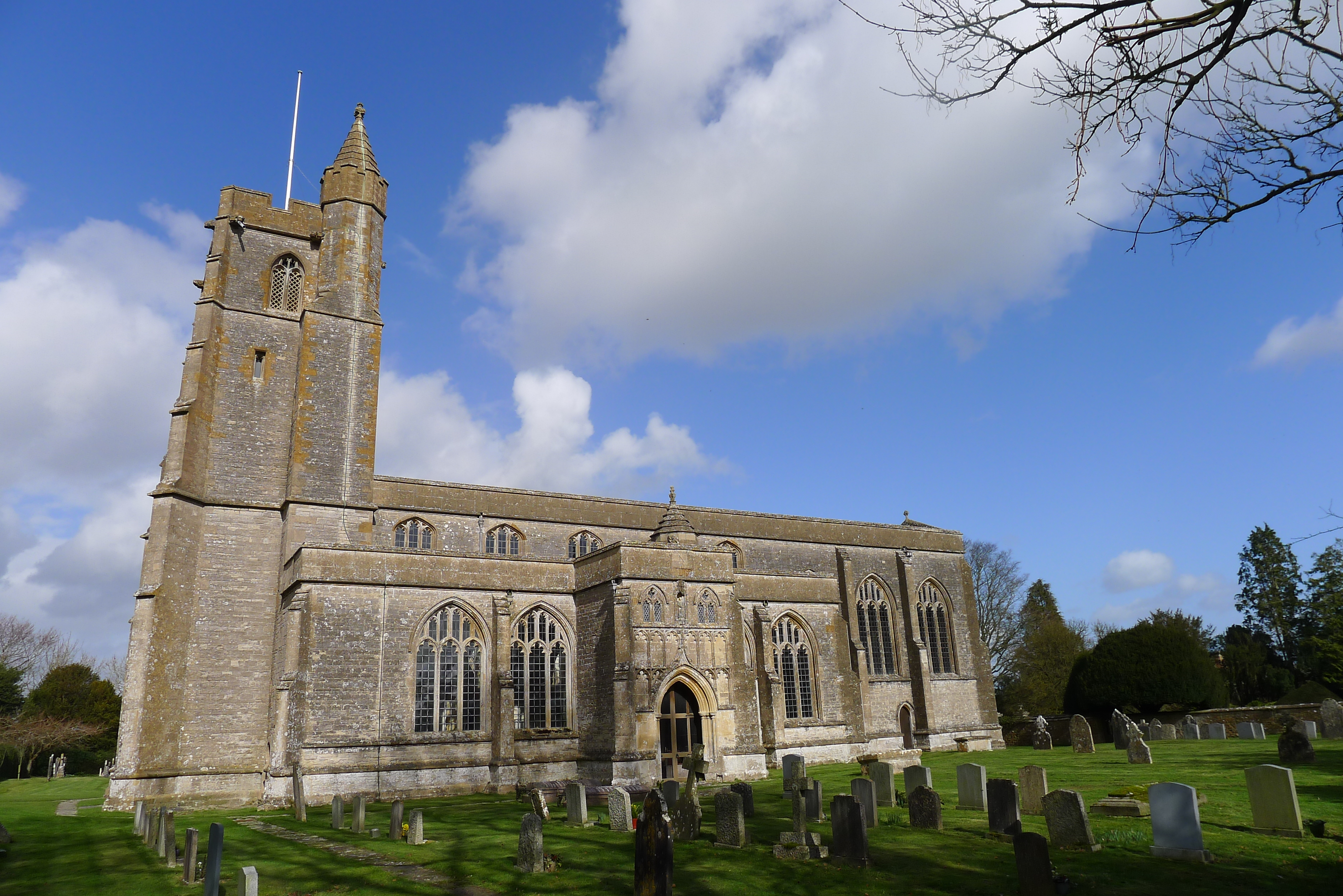
Kerk St. Michael the Archangel